# San Martino sulla Marrucina
Pour les articles homonymes, voir San Martino.
San Martino sulla Marrucina est une commune italienne de la province de Chieti dans la région Abruzzes, dans le centre de l'Italie.

## Administration
| Période                                  | Période  | Identité               | Étiquette | Qualité |
| ---------------------------------------- | -------- | ---------------------- | --------- | ------- |
| 30 mai 2006                              | En cours | Settembrino Giandonato |           |         |
| Les données manquantes sont à compléter. |          |                        |           |         |

### Hameaux
Colle di Paolo, Fontana, Gamberale 

### Communes limitrophes
Casacanditella, Fara Filiorum Petri, Filetto, Guardiagrele, Rapino

## Personnalités liées à San Martino sulla Marrucina
- Tito Livio De Sanctis (1817-1883), médecin et enseignant italien, né à San Martino sulla Marrucina